# Cestovia

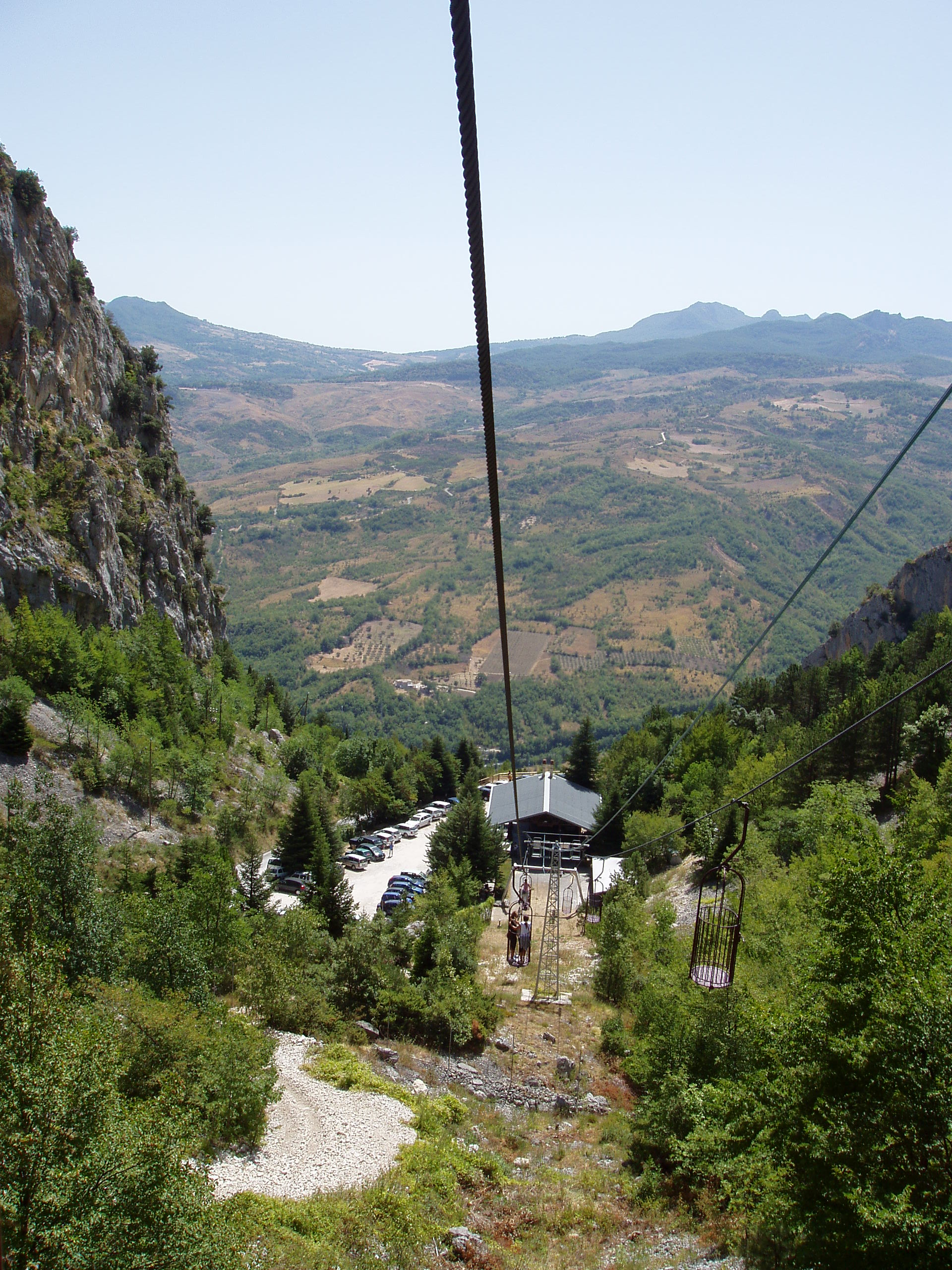
La cestovia per le Grotta del Cavallone sul Massiccio della Maiella

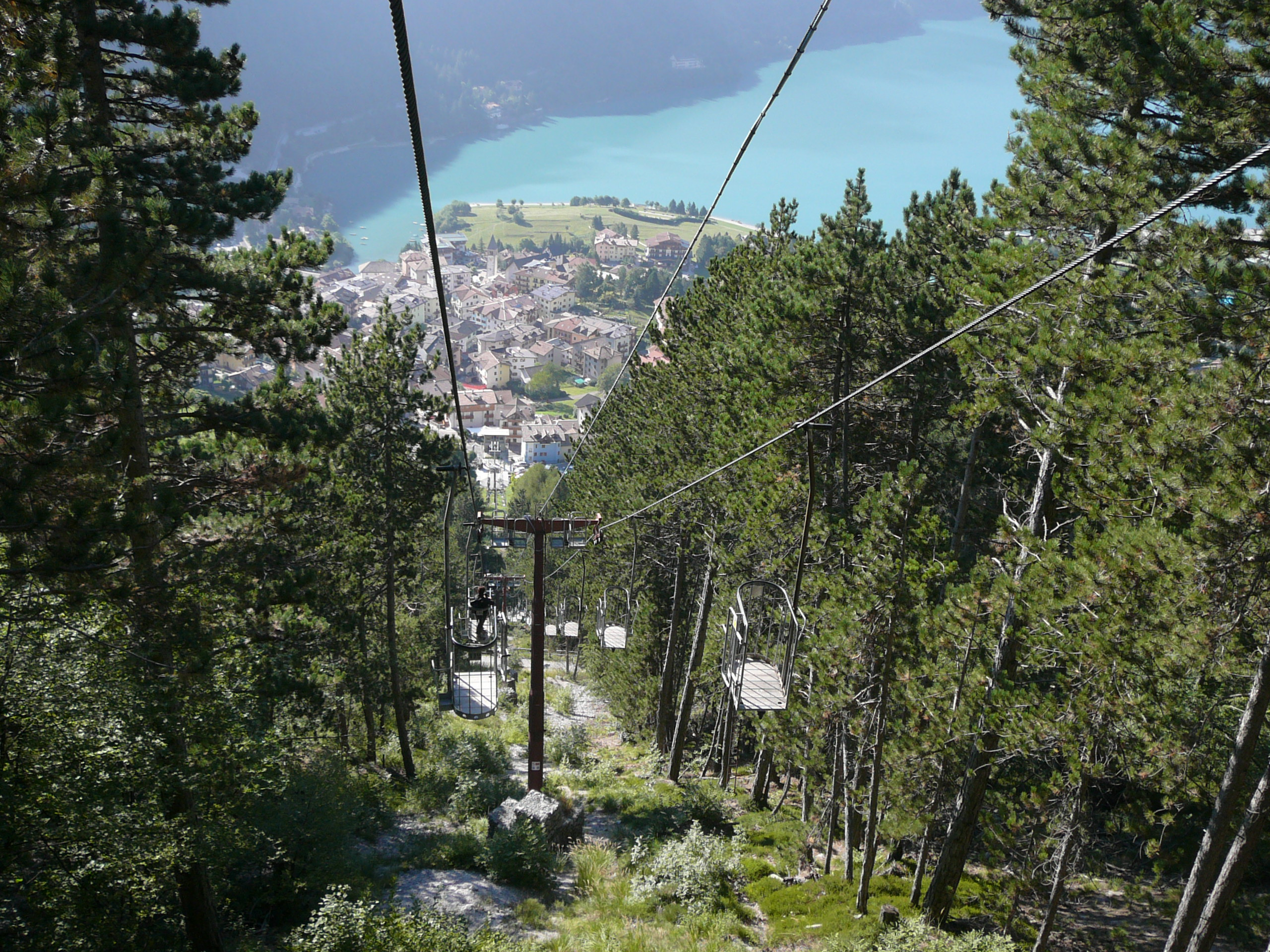
Cestovia Molveno-Pradel, non più in esercizio

La cestovia è un impianto a fune ad ammorsamento fisso nel quale il contenitore per il trasporto di persone, ed eventualmente cose, è costituito da cesti. Della stessa categoria fanno parte anche le bidonvie, del tutto identiche alle cestovie, ma che hanno bidoni anziché cesti.
A differenza delle seggiovie, dove le persone viaggiano sedute, nella cestovia generalmente i passeggeri viaggiano in piedi. Questo tipo di impianti era molto usato negli anni passati. Scaduto il periodo di esercizio, molti impianti non sono stati rinnovati o sono stati ricostruiti con altre tipologie d'impianto a fune.
La sigla tecnica delle cestovie è MGF (Monocable - Gondola - Fixed).

## Cestovie in Italia

### Cestovie in funzione

#### Settentrione
- Oropa, cestovia "Lago Mucrone-Monte Camino" (Marchisio, 1971)
- Laveno, cestovia Laveno-Poggio Sant'Elsa" (CCM, 2005)
- Velloi, cestovia "Vellau-Leiteralm" (Trojer, 1966)
- San Zeno di Montagna, cestovia "Prada - Ortigaretta" (Graffer, 2022)

#### Centro
- Gubbio, cestovia "Colle Eletto" (Marchisio, 1960)
- Taranta Peligna, cestovia "Colle Rotondo / Grotta del Cavallone" (Nascivera, 1978) 760 m - 1388 m slm

#### Isole
- Marciana (Isola d'Elba), cestovia "Monte Capanne" (CCM, 2004)

### Cestovie non più in funzione

#### Settentrione
- Cogne, cestovia "Montzeuc" (Marchisio, 1963-1990, sostituita con una cabinovia a movimento intermittente)
- Alagna Valsesia, cestovia "Bocchetta delle Pisse-La Balma" (CFM Panzeri Milano, 1965-2005) - da m. 2218 a m. 2405 - dislivello m. 187 - cabine n. 70 - stazione motrice a monte - sostegni d'appoggio n. 5 - sostegni in ritenuta n. 2 - velocità massima 1,8 m/s - durata della corsa 8'
- Torre Pellice, cestovia "Del Vandalino" (Marchisio, 1964-anni '80[1], dismessa)
- Garessio, cestovia "Valle dei Castori" (Teletrasporti Genova, 1968, mai aperta al pubblico e demolita in parte nel 2012)
- Lurisia, cestovia "Colle Pigna" (Marchisio, 1963-2006)

- La Villa, cestovia "Piz La Ila" (Leitner, 1966-1981, sostituita con funivia e nel 2002 con cabinovia)
- Selva di Val Gardena, cestovia "Ciampinoi" (Trojer, ?-1981, sostituita con seggiovia biposto)
- Nova Levante, cestovia "Laurin I" (Leitner, 1970-1998, convertita in seggiovia biposto nel 2006 e demolita nel 2013)
- Nova Levante, cestovia "Laurin II" (Graffer, 1970-1997)
- Folgaria, cestovia "Paradiso" (Nascivera, 1966-2007)
- Folgaria, cestovia "Serrada-Martinella" (Graffer, ?-?)
- Marilleva, cestovia "Albarè" (Graffer, 1983-2006, sostituita con cabinovia)
- Molveno, cestovia Molveno-Pradel, (Graffer, 1980-2013, sostituita con cabinovia)
- Penia, cestovia "Fedaia - Pian dei Fiacconi" (Graffer, 1974 - 2019, dismessa e parzialmente distrutta da una valanga)
- Pinzolo, cestovia "Pinzolo-Prà Rodònt" (Leitner 1969-1982, sostituita con cabinovia)
- Pozza di Fassa, cestovia "Buffaure" (Leitner, 1962-1996, sostituita con cabinovia)
- Cortina d'Ampezzo, cestovia "Rio Gere-Son Forcia" (Graffer, 1956-anni '80)
- Cortina d'Ampezzo, cestovia "Son Forcia-Staunies" (Graffer, 1957-1968)
- Falcade, cestovia "Le Buse-Laresei" (Leitner, 1966-1986)
- Falcade, cestovia "Molino-Le Buse" (Leitner, 1966-1986)
- San Zeno di Montagna, cestovia "Prada-Costabella" (Graffer, 1966-2013, sostituita con cestovia nel 2022)

#### Centro
- Abetone, cestovia "Abetone-Selletta" (Graffer, 1961-1999, in inverno veniva esercitata come seggiovia monoposto)
- Abetone, cestovia "Sestaione-Campolino" (Graffer, 1962-2000)
- Abetone, cestovia "Sestaione-Selletta" (Graffer, 1962-2002)
- Abetone, cestovia "Tre Potenze" (Marchisio, 1968-1980, convertita in seggiovia monoposto e poi sostituita con seggiovia quadriposto)
- Frontone, cestovia "Caprile-Monte Acuto (Catria)" (CCM, 2007-2018, convertita in ovovia) 1103 m-1858 m slm
- Sarnano, cestovia "Santa Maria delle Nevi-Sassotetto" (Graffer, 1963-1981, convertita in seggiovia monoposto e sostituita nel 2005 con seggiovia biposto)
- San Giacomo, cestovia "Monte Piselli" (Marchisio, 1964-1978, parte del tracciato dismesso, il resto riconvertito in seggiovia biposto)
- Palombara Sabina, cestovia "Monte Gennaro" (Graffer, 1967-1983, due tratte entrambe dismesse)

#### Meridione
- Lorica, cestovia "Monte Donato" (SACIF, 1973-2013, sostituita con cabinovia)

## Cestovie in Francia
L'ultima vecchia cestovia in Francia:
- Foux d'Allos (Provenza-Alpi-Costa Azzurra), cestovia della Chaup (non più esistente dal 2016)

Cestovie nuove in Francia:
- Cestovia Flaine (Alta Savoia)
- Cestovia Les Menuires (Rodano-Alpi)

## Cestovie in Spagna
- Barcellona, cestovia del Montjuïc (1970-2004, sostituita con cabinovia)